# アイアン・バタフライ
アイアン・バタフライ (Iron Butterfly) は、アメリカ合衆国出身のサイケデリック・ロック・バンド。
ハードロックやプログレッシブ・ロックのルーツともされるグループの一つで、アルバム『ガダ・ダ・ヴィダ』のヒットでも知られる。最初の解散以降から再集合を繰り返しながら、過去作品からのリバイバルを主体に活動している。

## 概要・歴史
1966年にサンディエゴで、ダグ・イングルと後に「ライノセロス（en)」へ行くダニー・ウェイスを中心に結成した。ウェイスはレコード・デビュー前に抜け、ファースト・アルバム『ヘヴィ』発表後ダリル・デローチが脱退、1969年末までイングル、リー・ドーマン、ロン・ブッシー、エリック・ブランの4人で活動する。
次作となるセカンド・アルバムのタイトル・トラック、17分におよぶ「ガダ・ダ・ヴィダ (In-A-Gadda-Da-Vida)」がヒットして注目された。サード・アルバム『ボール』発表後にブランが脱退、マイク・ピネラ、ラリー・ラインハルトが加入するも、1971年に解散する。ピネラは「カクタス」など、ドーマン、ラインハルトは「キャプテン・ビヨンド」に参加した。
1974年にロン・ブッシーとエリック・ブランにより再結成。解散前のメインのソングライターであったダグ・イングルとリー・ドーマンが不在のため、発表された2作品は、解散前とは異なる音楽性の作品となった。

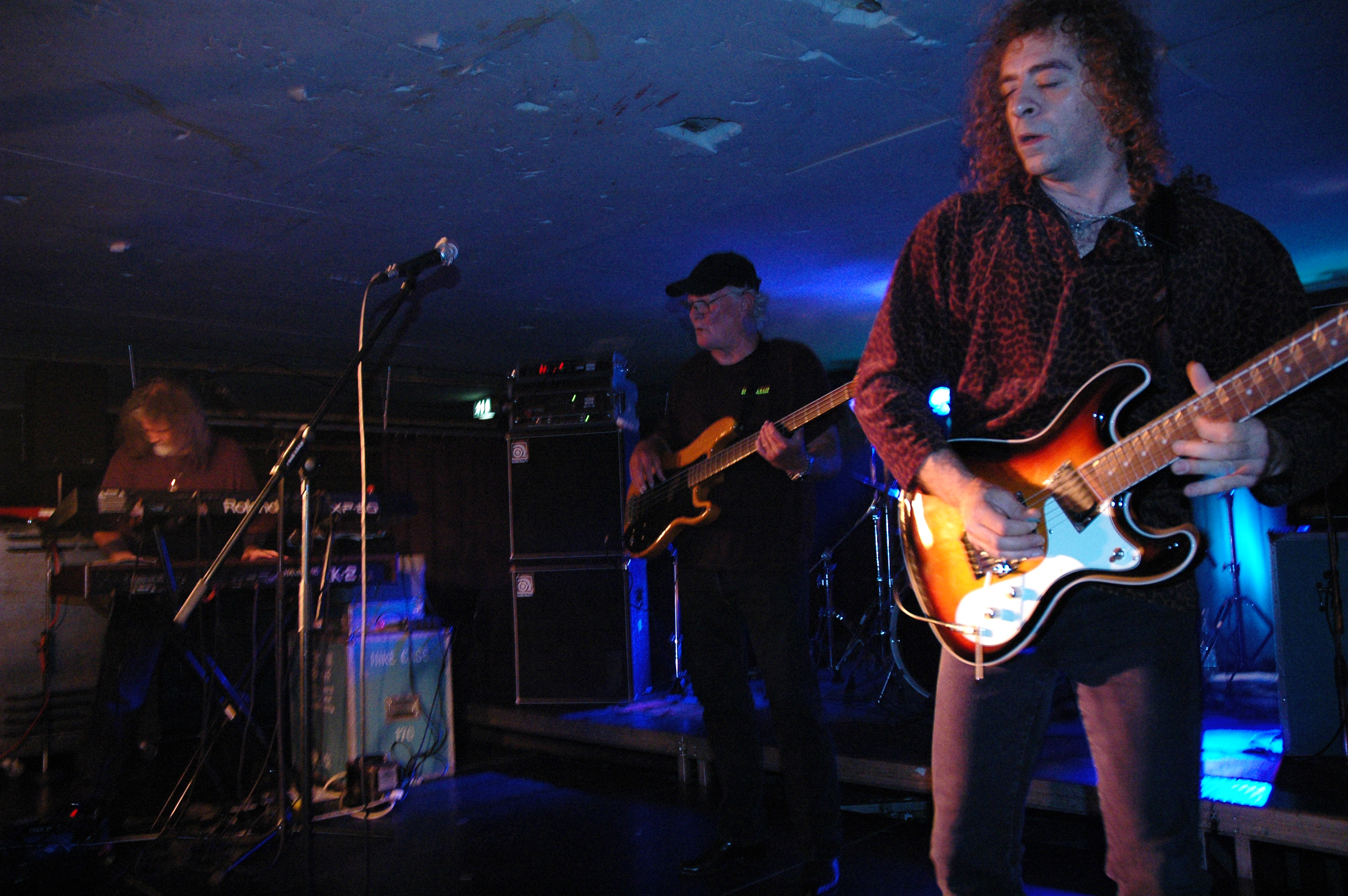
ドイツ公演 (2005年5月)

一時1986年は完全休止したがライブ中心に2002年から2012年まで活動し、中心メンバーはロン・ブッシー、リー・ドーマン、チャーリー・マリンコビッチ、マーティン・ガーシュウィッツらが在籍。
この間、長年在籍した旧メンバーたちが亡くなり、2003年7月25日にエリック・ブラン。2012年にラリー・ラインハート、同年12月21日には現役のリー・ドーマンが70歳で死去した。

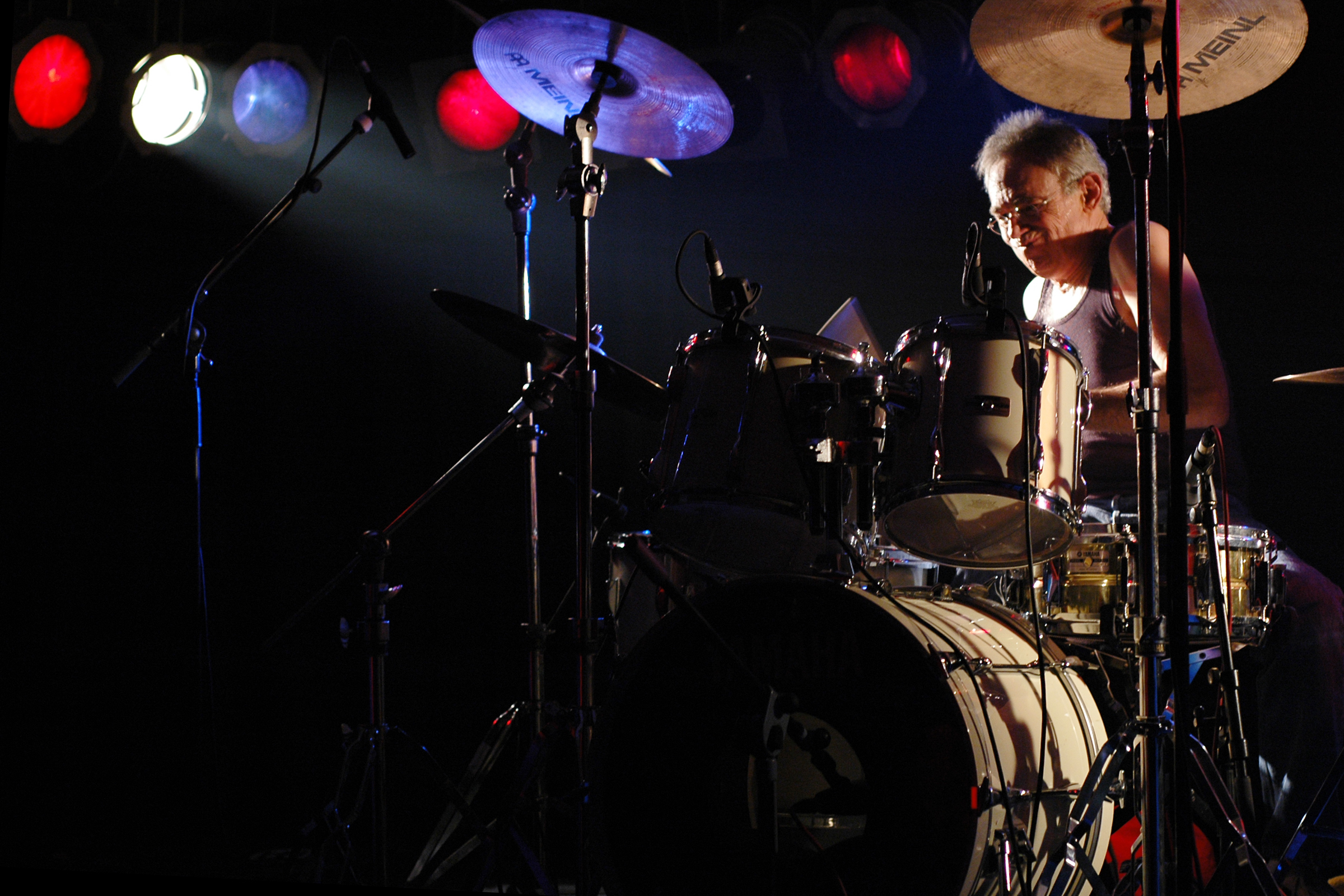
創設メンバー ロン・ブッシー(Ds) 2005年

2015年の再始動からオリジナルメンバーはロン・ブッシーだけが籍を残し、健康上の問題からゲスト参加のみの状態となっていた。そして2021年8月末、79歳で病死。

## メンバー
※2021年9月時点

### 現ラインナップ
- エリク・バーネット (Eric Barnett) – ギター、ボーカル (1995年-2002年、2015年– )
- デイヴ・メロス (Dave Meros) – ベース、ボーカル (2015年– )
- マーティン・ガシュヴィッツ (Martin Gerschwitz) – キーボード、ボーカル (2005年–2012年、2018年– )
- バーニー・ペルシー (Bernie Pershey) – ドラムス (2020年– )

### 旧メンバー
- ロン・ブッシー (Ron Bushy) – ドラムス (1966年–1971年、1974年–1977年、1978年–1979年、1987年–1988年、1993年–2021年) ※2021年死去
- ダグ・イングル (Doug Ingle) – ボーカル、オルガン (1966年–1971年、1978年–1979年、1983年–1985年、1987年–1988年、1994年–1999年)※2024年死去[4]
- ダニー・ウェイス (Danny Weis) – ギター (1966年-1967年)
- ジャック・ピネー (Jack Pinney) – ドラムス (1966年)
- マイケル・ルーズ (Michael Loose) – ベース (1966年) ※2016年死去
- ダリル・デローチ (Darryl DeLoach) – ボーカル (1966年-1967年) ※2002年死去
- ジェリー・ペンロッド (Jerry Penrod) – ベース (1966年-1967年)
- ブルース・モールス (Bruce Morse) – ドラムス (1966年)
- リー・ドーマン (Lee Dorman) – ベース (1967年–1971年、1977年–1985年、1987年-2012年) ※2012年死去
- エリク・ブラン (Erik Brann) – ギター (1967年–1969年、1974年–1980年、1982年、1987年–1989年) ※2003年死去
- マイク・ピネラ (Mike Pinera) - ギター (1970年-1972年、1978年-1979年、1982年、1987年、1993年)
- ラリー・ラインハート (Larry "Rhino" Reinhardt) – ギター (1969年–1971年、1977年–1979年、1981年–1984年、1988年–1993年) ※2012年死去
- フィリップ・テイラー・クラマー (Philip Taylor Kramer) – ベース、キーボード (1974年–1977年) ※1995年死去
- ハワード・レイツ (Howard Reitzes) – キーボード (1974年–1975年)
- ビル・デマルティネス (Bill DeMartines) – キーボード (1975年–1977年、1987年)
- ケビン・カラミットロス (Kevin Karamitros) – ドラムス (1977年–1978年)
- ジミー・ヘンダーソン (Jimi Henderson) – ボーカル (1977年–1978年)
- ラリー・キアナン (Larry Kiernan) – キーボード (1977年–1978年)
- デヴィット・ラヴ (David Love) – ギター (1977年–1978年)
- ジョン・ライムスダー (John Leimsider) – キーボード (1978年、1979年、1981年–1982年)
- キース・エリス (Keith Ellis) – ベース (1978年) RIP.1978年
- ケビン・ロバーツ (Kevin Roberts) – ドラムス (1978年–1979年)
- ボビー・コールドウェル (Bobby Caldwell) – ドラムス (1979年)
- ボビー・ハスブルック (Bobby Hasbrook) – ギター (1978年–1982年)
- ネイサン・ピノ (Nathan Pino) – キーボード (1979年)
- ザム・ジョンソン (Zam Johnson) – ドラムス (1980年)
- ティム・キスラン (Tim Kislan) – キーボード (1980年)
- スターズ・ヴァンデロケット (Starz Vanderlocket) – ボーカル、パーカッション (1980年)
- ルーク (Luke) – パーカッション (1981年–1983年)
- ジミー・ロック (Jimmy Rock) – ドラムス (1981年–1982年)
- ランディー・スカーバン (Randy Skirvin) – ギター (1981年–1982年)
- ガイ・ベビロン (Guy Babylon) – キーボード (1982年–1983年) ※2009年死去
- ジャン・ユーベナ (Jan Uvena) – ドラムス (1982年)
- ジョン・シアラー (John Shearer) – ドラムス (1982年–1983年)
- ジェリー・サマーズ (Jerry Sommers) – ドラムス (1983年)
- リック・ロタンテ (Rick Rotante) – ドラムス (1983年–1984年)
- レニー・カンパネロ (Lenny Campanero) – ドラムス (1984年–1985年)
- スティーヴ・フィスター (Steve Fister) – ギター (1984年–1985年)
- カーティス・ティール (Kurtis Teal) – ベース (1985年) ※1985年死去
- ケリー・ルーベンズ (Kelly Reubens) – ベース (1987年)
- ティム・ボン・ホフマン (Tim Von Hoffman) – キーボード (1987年)
- グレン・ラポルト (Glen Rappold) – ギター、ベース (1987年)
- エース・ベイカー (Ace Baker) – キーボード (1987年)
- サル・ロドリゲス (Sal Rodriguez) – ドラムス (1987年、1988年)
- ジム・フォン・ビューロー (Jim Von Buelow) – ギター (1987年)
- ボブ・バーチ (Bob Birch) – ベース (1987年) ※2012年死去
- ダグ・ジャクソン (Doug Jackson) – ギター (1987年)
- ライル・T・ウェスト (Lyle T. West) – ボーカル (1987年)
- デレク・ヒランド (Derek Hilland) – キーボード (1988年–1990年、1993年–1997年)
- ケニー・スアレズ (Kenny Suarez) – ドラムス (1988年–1992年)
- スティーヴ・フェルドマン (Steve "Mick" Feldman) – ボーカル (1988年–1990年)
- ロバート・テッパー (Robert Tepper) – ボーカル (1990年–1992年)
- バート・ディアス (Burt Diaz) – キーボード (1993年)
- デニー・アルタッチ (Denny Artache) – ギター (1993年)
- ダグ・ボッセ (Doug Bossey) – ギター (1994年–1995年)
- ダミアン・ブジャンダ (Damian Bujanda) – キーボード (1999年)
- ラリー・ラスト (Larry Rust) – キーボード (1999年-2005年) ※2016年死去
- チャーリー・マリンコービック (Charlie Marinkovich) – ギター (2002年–2012年)
- フィル・パーラピアーノ (Phil Parlapiano) – キーボード (2015年–2018年)
- マイク・グリーン (Mike Green) – ボーカル、パーカッション (2015年–2019年)
- レイ・ウェストン (Ray Weston) – ドラムス (2015年–2020年)

## ディスコグラフィ

### スタジオ・アルバム
- 『ヘヴィ』 - Heavy (1968年)
- 『ガダ・ダ・ヴィダ』 - In-A-Gadda-Da-Vida (1968年) ※累計3000万枚という記録的なセールスを挙げた。
- 『ボール』 - Ball (1969年)
- 『変身』 - Metamorphosis (1970年)
- 『燃える鉄蝶』 - Scorching Beauty (1975年)
- 『サン・アンド・スティール』 - Sun and Steel (1975年)

### ライブ・アルバム
- 『アイアン・バタフライ・ライヴ』 - Iron Butterfly Live (1970年)
- Fillmore East 1968 (2011年)
- Live at the Galaxy 1967 (2014年)
- Live in Copenhagen 1971 (2014年)
- Live in Sweden 1971 (2014年)

### コンピレーション・アルバム
- 『ベスト・オブ・アイアン・バタフライ』 - Evolution: The Best of Iron Butterfly (1971年)
- Light & Heavy: The Best of Iron Butterfly (1993年)